# Социална класа
Социалната класа е относително устойчива група от хора в обществото със сходни характеристики в икономически и културен план, тоест отнасящи се до характер на труда, равнище на доходи, имотно състояние, начин на живот, отношение към властта, ценностни ориентации и др. Социалната класа се отличава от съсловието, кастата, клана и ордена. Първоначално понятието социална класа възниква като концепция, разглеждана от социалните мислители от края на 18 век и постепенно придобива все по-голяма значимост, особено в навечерието на Френската революция.

## Понятие
Макар да изглежда, че класите са до голяма степен теоретичен конструкт и рожба на новото време, въпреки че като социално явление съществуват още от древността, в действителност разбирането за съществуването на отделни слоеве или прослойки на обществото се развива още през Средновековието. Концепциите за класите и класовата борба се популяризират и разпространяват в Европа през 19. век (Сен Симон, О. Тиери, Ф. Гизо и др.).
Класиците на марксизма К. Маркс и Ф. Енгелс определят класите според влиянието им върху разпределението на принадената стойност. Според този анализ в капиталистическото общество съществуват буржоазия и работническата класа на икономическа (производствено-финансова) основа в зависимост от притежаването на средствата за производство.
В противовес на марксисткото разбиране за класата, Макс Вебер разглежда класовата принадлежност като резултат от собствените качества и образованието на личността. При своята критика на класовото деление, той защитава тезата на „равните възможности“ пред личностите в условията на конкурентна, капиталистическа среда.
Някои приемат, че в т.нар. постиндустриални, постколониални и посттоталитарни общества от края на 20 век и началото на 21 век се формират нови класи със специфична природа и социална динамика – средна класа, нова работническа класа, бизнескласа и други.

## Американски модел
Поради липса на средновековна история, наместо съсловията се формират класи в Новия свят на основата на богатството (по-точно парите или капитала) след Американската революция (виж и богат, беден).
Според различни анализатори в началото на 21. век социалното разпределение в САЩ може да се опише така:
| Академични модели за класата | Академични модели за класата                                                                                        | Академични модели за класата       | Академични модели за класата | Академични модели за класата          | Академични модели за класата |
| Денис Гилбърт, 2002          | Денис Гилбърт, 2002                                                                                                 | Уилям Томпсън & Джоузеф Хики, 2005 | Уилям Томпсън & Джоузеф Хики, 2005 | Леонард Биигли, 2004                  | Леонард Биигли, 2004 |
| Класа                        | Типични характеристики                                                                                              | Класа                              | Типични характеристики | Класа                                 | Типични характеристики |
| ---------------------------- | --- | ---------------------------------- | --- | ------------------------------------- | --- |
| Капиталистическа класа (1%)  | Изпълнителни директори на топ ниво, политици от висонг ранг, наследници. Образование в Айви лигата.                 | Висша класа 1%                     | Изпълнителни директори на топ ниво, знаменитости, наследници; среден доход от $500 000+ (тук и надолу - годишен доход). Образование в Айви лигата.                | Супер-богати (0.9%)                   | Мултимилионери, които приходи надвишават $350 000; включва знаменитости и влиятелни изпълнителни директори/политици. Образование в Айви лигата. |
| Капиталистическа класа (1%)  | Изпълнителни директори на топ ниво, политици от висонг ранг, наследници. Образование в Айви лигата.                 | Висша класа 1%                     | Изпълнителни директори на топ ниво, знаменитости, наследници; среден доход от $500 000+ (тук и надолу - годишен доход). Образование в Айви лигата.                | Богати (5%)                           | Домакинства с нетен доход от $1 милион или повече; основно доходи от недвижимо имущество. Най-често имат образование в колеж.                   |
| Висока средна класа (15%)    | Високо образовани, с обикновена заплата, професионалисти или средно ниво мениджмънт с голяма автономия на работа    | Висока средна класа * (15%)        | Високо образовани професионалисти и мениджъри с приход на семейството, вариращ от 5-цифрени до над $100,000                                                       | Богати (5%)                           | Домакинства с нетен доход от $1 милион или повече; основно доходи от недвижимо имущество. Най-често имат образование в колеж.                   |
| Висока средна класа (15%)    | Високо образовани, с обикновена заплата, професионалисти или средно ниво мениджмънт с голяма автономия на работа    | Висока средна класа * (15%)        | Високо образовани професионалисти и мениджъри с приход на семейството, вариращ от 5-цифрени до над $100,000                                                       | Средна класа (болшинство, около 46%)  | Работещи с образование от колежи с доходи над средните и с компенсации, типични заплати от $40 000 до $57 000.                                  |
| Ниска средна класа (30%)     | Полупрофесионалисти и занаятчии/майстори с горе-долу нормален стандарт. Трябва да имат колеж.                       | Ниска средна класа (32%)           | Полупрофесионалисти и занаятчии/майстори с някаква работна автономност, доход на семейството между $35 000 до $75 000. Обикновено с някакво образование от колеж. | Средна класа (болшинство, около 46%)  | Работещи с образование от колежи с доходи над средните и с компенсации, типични заплати от $40 000 до $57 000.                                  |
| Класа на работещите (30%)    | Чиновници с работа, която е силно рутинна. Стандартът варира, но обикновено е адекватен. Средно образование.        | Ниска средна класа (32%)           | Полупрофесионалисти и занаятчии/майстори с някаква работна автономност, доход на семейството между $35 000 до $75 000. Обикновено с някакво образование от колеж. | Средна класа (болшинство, около 46%)  | Работещи с образование от колежи с доходи над средните и с компенсации, типични заплати от $40 000 до $57 000.                                  |
| Класа на работещите (30%)    | Чиновници с работа, която е силно рутинна. Стандартът варира, но обикновено е адекватен. Средно образование.        | Класа на работещите (32%)          | Чиновници със занижена сигурност на работа, често домакинства с доход от порядъка на $16 000 до $30 000. Средно образование.                                      | Класа на работещите (около 40% - 45%) | Силно рутинна работа с ниска икономическа сигурност, типично заплащане $26 000 - $40 000. Средно образование.                                   |
| Бедни работещи (13%)         | Обслужване, чиновници на ниско ниво. Висока икономическа несигурност и риск от бедност. Някакво средно образование. | Класа на работещите (32%)          | Чиновници със занижена сигурност на работа, често домакинства с доход от порядъка на $16 000 до $30 000. Средно образование.                                      | Класа на работещите (около 40% - 45%) | Силно рутинна работа с ниска икономическа сигурност, типично заплащане $26 000 - $40 000. Средно образование.                                   |
| Бедни работещи (13%)         | Обслужване, чиновници на ниско ниво. Висока икономическа несигурност и риск от бедност. Някакво средно образование. | Ниска класа (около 14% - 20%)      | С нископлатени позиции или разчитащи на държавни помощи. Някакво средно образование.                                                                              | Класа на работещите (около 40% - 45%) | Силно рутинна работа с ниска икономическа сигурност, типично заплащане $26 000 - $40 000. Средно образование.                                   |
| Де-класирани (12%)           | С ограничено или без участие в работната сила. Разчитащи на държавни помощи. Някакво средно образование.            | Ниска класа (около 14% - 20%)      | С нископлатени позиции или разчитащи на държавни помощи. Някакво средно образование.                                                                              | Бедни (около 12%)                     | Живеещи под линията на бедността без участие в работната сила, доход на домакинство от $18 000. Някакво средно образование.                     |

Източници:  Gilbert, D. (2002) The American Class Structure: In An Age of Growing Inequality. Belmont, CA: Wadsworth; Thompson, W. & Hickey, J. (2005). Society in Focus. Boston, MA: Pearson, Allyn & Bacon; Beeghley, L. (2004). The Structure of Social Stratification in the United States. Boston, MA: Pearson, Allyn & Bacon.

* Високата средна класа може да бъде наричана също „Професионална класа“. Ehrenreich, B. (1989). The Inner Life of the Middle Class. NY, NY: Harper-Collins